# Massacro di Villa Milpa Alta
Il massacro di Villa Milpa Alta è stato un crimine di guerra perpetrato dall'esercito costituzionalista durante la rivoluzione messicana ai danni della popolazione civile della comunità di Villa Milpa Alta per la fedeltà mostrata al leader rivoluzionario Emiliano Zapata e per l'appartenenza nativa americana Nahua.
Dei tanti massacri e rappresaglie che contraddistinguono la rivoluzione messicana, quello di Villa Milpa Alta rappresenta uno dei più violenti.

## Storia

### Contesto storico
Villa Milpa Alta (oggi delegazione della capitale Città del Messico) era una comunità indigena e uno dei principali bastioni dell'Esercito di Liberazione del Sud di Emiliano Zapata fin dal 1911; qui il leader rivoluzionario aveva ratificato il Piano di Ayala il 19 luglio 1914. Durante tutti gli anni della Rivoluzione (1910-1920) la popolazione di Milpa Alta si mostrò fedele a Zapata.
Dopo la rottura della Convenzione di Aguascalientes nel dicembre del 1914, ricominciò la guerra civile tra i Convenzionalisti di Pancho Villa e Zapata e i Costituzionalisti di Venustiano Carranza e Álvaro Obregón.
Zapata, consapevole di non poter sconfiggere in grandi battaglie campali l'esercito costituzionalista e desideroso di portare a termine le sue ambiziose riforme, tornò nel suo centro di potere, il Morelos, dove fin dal 1913 era in corso una massiccia autogestione delle comunità contadine, chiamata "Comune di Morelos", e con le sue truppe, ingaggiò una tattica di guerriglia, caratterizzata da continui attacchi isolati al fine di logorare il nemico.
Carranza, deciso a schiacciare ogni insurrezione (e opposizione) inviò il generale Pablo González Garza, che dal 1916 fu affiancato dal generale Joaquín Amaro, distintosi nella battaglia di Celaya contro Pancho Villa nell'anno precedente e fortemente anticomunista. I due generali si fecero conoscere per la loro spietatezza, ma nonostante ciò Zapata riuscì a mantenere intatta la sua forza e a sfuggire sempre ai Costituzionalisti, riparandosi sulle montagne e attaccando quando possibile.

### Il massacro
Il 15 ottobre 1916 le truppe costituzionaliste di Joaquín Amaro entrarono a Milpa Alta e iniziarono il raid. I soldati entrarono nelle case, famiglia per famiglia, e le radunarono nella piazza principale. Le donne furono allontanate mentre gli uomini, gli adolescenti e i bambini dai 13 anni in sù e furono posizionati davanti alle mitragliatrici. Tuttavia alcune famiglie riuscirono a fuggire. Chi non morì subito fu finito con un colpo di pistola. Le case di Milpa Alta furono saccheggiate.
Il numero delle vittime della strage è incerto e varia da qualche decina a più di 200.

### Conseguenze
Joaquín Amaro, il comandante del massacro, non fu mai processato e/o accusato per i fatti accaduti. Fu due volte candidato alla presidenza del Messico e morì nel 1952.
Questo massacro permise ai Costituzionalisti di penetrare ancora più a fondo nei territori degli Zapatisti e solo l'anno seguente l'Esercito di Liberazione del Sud poté sferrare una controffensiva efficace. Nel 1918 Zapata cacciò definitivamente le incursioni costituzionaliste dalla comunità e i suoi sostenitori proclamarono il Piano di Milpa Alta, a favore dei contadini, segno che la popolazione locale era ancora fedele al leader rivoluzionario. Zapata tuttavia morì assassinato il 10 aprile 1919 a causa di una trappola inscenata dal generale González e dal suo subordinato Jesús Guajardo. Nel 1920 quindi gli ultimi Zapatisti si arresero.
Negli anni successivi il governo messicano insabbiò tutte le informazioni e per molti anni il massacro fu dimenticato. Oggi invece è soggetto a uno studio approfondito e ogni 15 ottobre gli abitanti della Delegazione Milpa Alta lo ricordano, rendendo omaggio alle vittime.